# Незабудка альпийская
Незабудка альпийская (лат. Myosotis alpestris) — многолетнее травянистое растение, вид рода Незабудка (Myosotis) семейства Бурачниковые (Boraginaceae). В диком виде встречается в Средней Европе и на Кавказе. Культивируется как декоративное красивоцветущее растение. Весьма полиморфный вид, многие расы которого неоднократно описывались в качестве самостоятельных видов.

## Распространение
Обычное растение в чернозёмной полосе европейской части России, севернее встречается реже. Растёт на скалах и каменистых склонах, в альпийском и субальпийском поясах, а также в степях, на остепнённых лугах, в сухих борах, на каменистых и песчаных обнажениях.

## Биологическое описание
Ксероморфное дерновинное многолетнее травянистое растение высотой от 5 до 40 см.
Корневище укороченное.
Листья цельные, очерёдные, сидячие. Важный диагностический признак для незабудок — отношение ширины прикорневых листьев к ширине листьев стеблевых. У данного вида оно обычно меньше или равно единицы, по крайней мере не превышает 1,5 — в отличие от незабудки лесной (Myosotis sylvatica), у которой это отношение лежит в промежутке от 2 до 4.
Околоцветник двойной. Чашечка разделена на зубцы, длина которых составляет от двух третей до трёх четвертей от длины чашечки. Среди волосков, которыми опушена чашечка, лишь изредка встречаются такие, которые имеют крючковидную форму, в подавляющем большинстве волоски прямые или серповидные, без крючка на конце — в отличие от незабудки лесной (Myosotis sylvatica). Венчик голубой, иногда светло-голубой, реже почти белый, с более-менее ровным отгибом. Гинецей — синкарпный, состоит из двух гнёзд. Завязь верхняя. В условиях средней полосы европейской части России растение цветёт с мая по август.
Плод — ценобий, который при созревании распадается на 4 свободные (не спаянные) орешковидные односеменные части — эремы. Как и у всех незабудок, эремы голые, гладкие и блестящие. Форма эремов незабудки альпийской — эллиптическая или яйцевидная, с вытянутой тупой верхушкой и закруглённым основанием (треугольно-яйцевидная форма), c размеры — 1,6—1,9 × 1,1—1,2 мм, цвет поверхности может быть различным, от коричнего до чёрного. Абаксиальная (спинная) сторона эрема выпуклая, вентральная (брюшная) сторона имеет в своей верхней части две грани. У эремов незабудки альпийской нет придатка (карункулы) у основания — в отличие от незабудки редкоцветковой (Myosotis sparsiflora). Для незабудки альпийской свойственна анемохория (распространение эремов ветром). Вес 1000 эремов, по разным данным, составляет от 0,485 до 0,85 г.
Число хромосом: 2n = 14, 24, 48, 72, изредка 70.

## Значение и применение
Летом охотно поедается северным оленем (Rangifer tarandus), в особенности хорошо поедаются цветы. По наблюдениям в Кабардино-Балкарии поедается западнокавказским туром (Capra caucasica).